# Carlo Cartier
Carlo Cartier (* 19. September 1951 in Modica) ist ein italienischer Schauspieler.
Vor seiner Theaterkarriere arbeitete Cartier bis 1969 für die „Pagot Film“. Der große, dunkelhaarige, meist schnauzbärtige Darsteller debütierte mit der Theaterkooperative „Teatro Uomo“, ging 1972 nach England, 1977 nach Deutschland und war zwei Jahre später zurück in seinem Heimatland, wo er in Piccole donne, un musical Aufmerksamkeit erregte. Dann war Cartier, seit den 1980er Jahren, großen Erfolg in zahlreichen Fernsehserien (wohl am bekanntesten in Un cane sciolto) und -filmen zu sehen; für die Leinwand wurde er nur bei einem halben Dutzend Autorenfilme eingesetzt.
Ein späterer Theatererfolg sah Cartier als Hercule Poirot in einer Bühnenversion von Mord im Orientexpress.

## Filmografie (Auswahl)
- 1979: Tesoromio
- 1990–1992: Un cane sciolto (Fernsehserie)
- 1993: Die Blondine in Schwarz (Delitti imperfetti) (Fernsehfilm)
- 1993: Mord in der Toskana (Delitti privati) (Fernseh-Miniserie)
- 1995: Ein Sommer am See (A Month by the Lake)
- 1997: Augenzeuge in Gefahr (Testimone a rischio)
- 2012: Né con te né senza di te (Fernsehfilm)